# Paul Shenar
Albert Paul Shenar (* 12. Februar 1936 in Milwaukee, Wisconsin; † 11. Oktober 1989 in West Hollywood, Kalifornien) war ein US-amerikanischer Schauspieler.

## Leben
Nach der Highschool diente Paul Shenar für einige Jahre in der United States Air Force. Bereits vor seiner Zeit beim Militär hatte er aber an Theaterproduktionen mitgewirkt und setzte seine Laufbahn als Schauspieler anschließend auf professionelle Weise fort. 1965 machte er sein Debüt am New Yorker Broadway in einer Produktion von Tartuffe. Am Broadway war er in den folgenden Jahren noch mehrfach zu sehen. Bis in die 1980er-Jahre stand er regelmäßig auf der Bühne und spielte dabei unter anderem in mehreren Shakespeare-Stücken. Er war ein Gründungsmitglied des American Conservatory Theater in San Francisco.
Beginnend mit dem Jahr 1973 war Shenar im US-Fernsehprogramm zu sehen. Binnen kurzer Zeit erhielt er prestigeträchtige Rollen in Fernsehfilmen, unter anderem als Orson Welles in Die Nacht, als die Marsmenschen Amerika angriffen (1975) und Florenz Ziegfeld junior in Ziegfield: The Man and His Women (1978). Seine heute vielleicht bekannteste Rolle spielte er 1983 als bolivischer Drogenbaron Alejandro Sosa in Scarface an der Seite von Al Pacino. Im Verlaufe der 1980er-Jahre verlegte er sich zusehends auf Kinofilme und verkörperte vor allem profilierte Nebenrollen, so in Der City Hai (1986) als Schurke und Gegenspieler von Arnold Schwarzeneggers Hauptfigur, in Das Schlafzimmerfenster (1987) von Curtis Hanson als Mordverdächtiger und in seinem letzten Filmauftritt in Luc Bessons Im Rausch der Tiefe (1988) als Dr. Laurence.
Shenar war in den 1970ern etwa fünf Jahre in einer Beziehung mit dem britischen Schauspieler Jeremy Brett. Er starb 1989 mit 53 Jahren an AIDS.

## Filmografie (Auswahl)
- 1974: Columbo: Schreib oder stirb (Publish or Perish; Fernsehreihe)
- 1974: Mannix (Fernsehserie, Folge The Dark Hours)
- 1974: The Execution of Private Slovik (Fernsehfilm)
- 1975: Der Unsichtbare (The Invisible Man; Fernsehserie, Folge Barnard Wants Out)
- 1975: Die Nacht, als die Marsmenschen Amerika angriffen (The Night That Panicked America, Fernsehfilm)
- 1976: Wonder Woman (Fernsehserie, Doppelfolge The Feminum Mystique)
- 1976/1977: Hawaii Fünf-Null (Hawaii Five-O; Fernsehserie, 2 Folgen)
- 1977: Tote Killer morden nicht (The Mask of Alexander Cross, Fernsehfilm)
- 1977: Gangster im OP (The Hostage Heart, Fernsehfilm)
- 1977: Roots (Fernseh-Miniserie, zweiter Teil)
- 1978: Lulu
- 1978: Ziegfeld: The Man and His Women (Fernsehfilm)
- 1978: Suddenly, Love (Fernsehfilm)
- 1980: Hart aber herzlich (Hart to Hart; Fernsehserie, Folge Nacht der Schrecken)
- 1980: Geliebtes Land (Beulah Land; Fernseh-Miniserie, 3 Folgen)
- 1981: Das Erwachen (The End of August)
- 1982: Mrs. Brisby und das Geheimnis von NIMH (The Secret of NIMH, Stimme)
- 1983: Todesschwadron (Deadly Force)
- 1983: Scarface
- 1983: Agentin mit Herz (Scarecrow and Mrs. King; Fernsehserie, Folge Ein riskantes Abenteuer)
- 1983–1985: Der Denver-Clan (Dynasty; Fernsehserie, 3 Folgen)
- 1985: Nacht der Vergeltung (Streets of Justice, Fernsehfilm)
- 1985: Spenser (Fernsehserie, 1 Folge)
- 1986: Dream Lover
- 1986: Der City Hai (Raw Deal)
- 1987: Bestseller (Best Seller)
- 1987: Das Schlafzimmerfenster (The Bedroom Window)
- 1987: Mann unter Feuer (Man on Fire)
- 1987: Bestseller (Best Seller)
- 1988: Im Rausch der Tiefe (Le grand bleu)